# Harry Halbreich
Harry Halbreich (Berlín, 9 de febrer de 1931 - Uccle, 27 de juny de 2016) va ser un musicòleg belga d'origen alemany, que va escriure, entre d'altres, obres (biografies, estudis) sobre Messiaen, Arthur Honegger i Bohuslav Martinů. Sobre aquests dos últims, ha estat el primer a crear un catàleg d'obres, que porten els seus inicials (HH) seguides d'un nombre (Ex. HH o H 276).
Halbreich va ser un dels coneixedors més sagaços de la música clàssica del segle XX. Va ser alumne de Messiaen al Conservatori de París i Director artístic del Festival de música de Royan, fins a la seva jubilació va ser professor d'anàlisi musical en el Conservatori Real de Música de Mons.